# Будівництво 210 і ВТТ
Будівництво 210 і ВТТ — підрозділ, що діяв в системі виправно-трудових установ СРСР. Функціонував із 4 вересня 1938 до 15 січня 1939. Підрозділ здійснював прокладання дороги стратегічного призначення Черкаси—Котюжани в Київському військовому окрузі. Кількість ув'язнених, які утримувалися у ВТТ цього «Будівництва», невідома.

## Історія
У 1939—1941 роках, згідно з наказом НКВС № 00557 від 23 серпня 1938 року, ГУШОСДОР розгорнув будівництво «найважливіших оборонних доріг у Київському військовому окрузі». Відповідно до цього наказу спорудження двох доріг (Будівництво 210 і ВТТ та Будівництво 211 і ВТТ) передали Управлінню будівництва і ВТТ ГУТАБу.
Наказом НКВС № 0170 від 04.09.1938 р. було організовано Будівництво 210 і ВТТ для побудови дороги стратегічного призначення Черкаси—Котюжани. Начальником будівництва з 4 вересня по 19 жовтня 1938 року був майор держбезпеки Є. А. Євгеньєв. Наказом НКВС № 2310лс від 19.10.38 р. його змінив на цій посаді капітан держбезпеки М. В. Коробіцин, обіймаючи її до 23 лютого 1939 року, як засвідчує наказ НКВС № 325лс від 23.02.39 р.
Наказом НКВС № 0034 від 15.01.1939 р. «Будівництво» було передано ГУШОСДОРу, з/к — в Управління місць ув'язнення (УМЗ) УНКВС Української РСР, при цьому подальше обслуговування будівництва переходило до УМЗ УНКВС Української РСР на підставі генерального договору ГУТАБу з ГУШОСДОР.